# Eugene Group
Eugene Group é um conglomerado industrial sul coreano que atua em diversos ramos da economia.

## Subsidiarias
- Eugene Concrete
- Eugene Basic Materials Company
- Eugene Koryeo Cement
- Eugene Total Development Company
- Dream City (Eugene Group)
- Eugene Dream Networks
- Eugene Broadband Solutions
- EM Media
- Eugene Constructions Company
- Yeongyang Confectionery
- Child House